# Pacific Beach (San Diego)
 (octobre 2023).
Si vous disposez d'ouvrages ou d'articles de référence ou si vous connaissez des sites web de qualité traitant du thème abordé ici, merci de compléter l'article en donnant les références utiles à sa vérifiabilité et en les liant à la section « Notes et références ».
Pour les articles homonymes, voir Pacific Beach.
Pacific Beach est un quartier du nord de la ville américaine de San Diego, dans le sud de la Californie. Située entre La Jolla (nord), Mission Bay (sud), l'Interstate 5 (est) et l'océan Pacifique (ouest), ce quartier est notamment connu pour sa vie nocturne et ses plages propices au surf.

## Photos

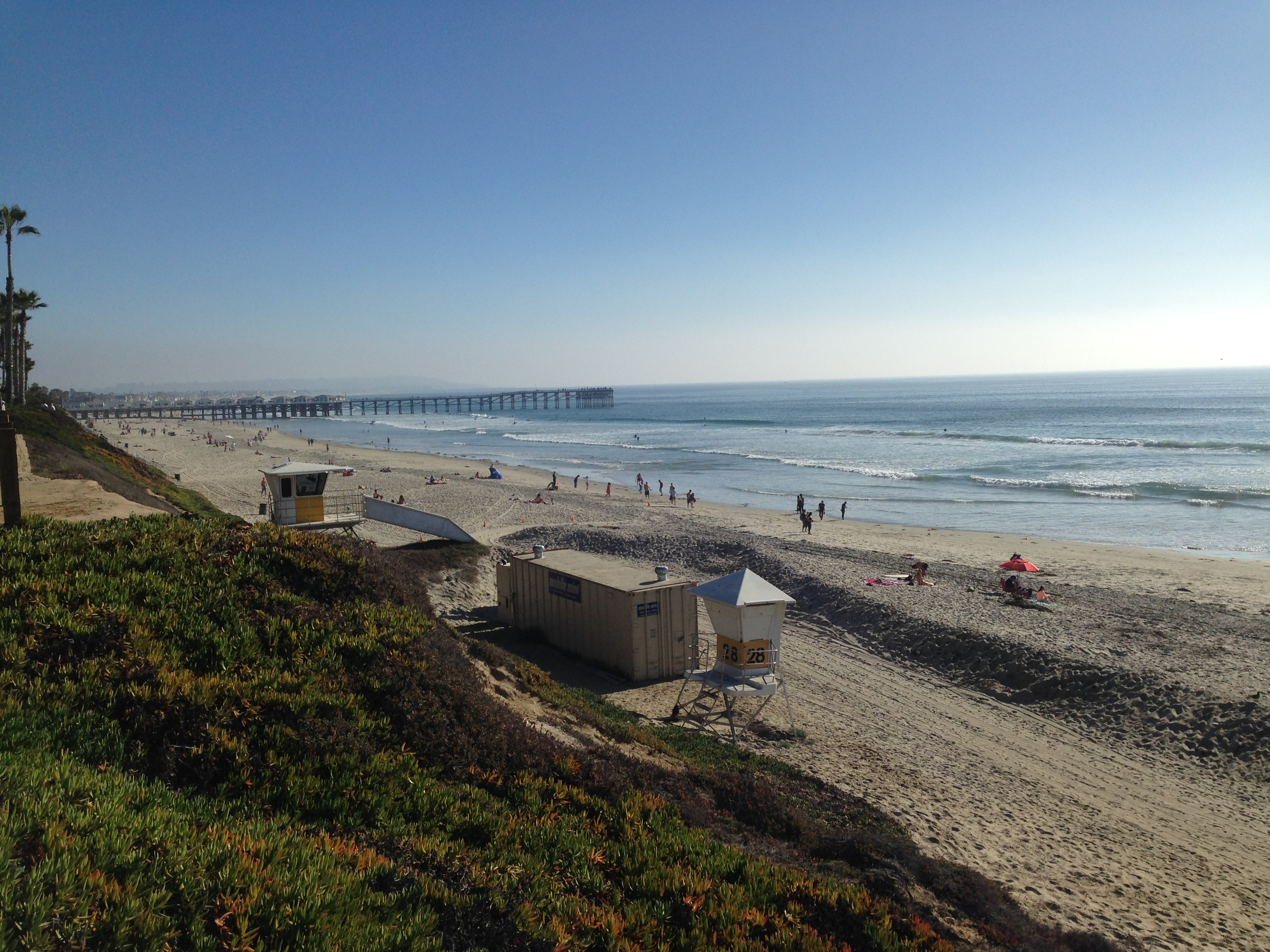
Pacific Beach au nord de la jetée Crystal Pier
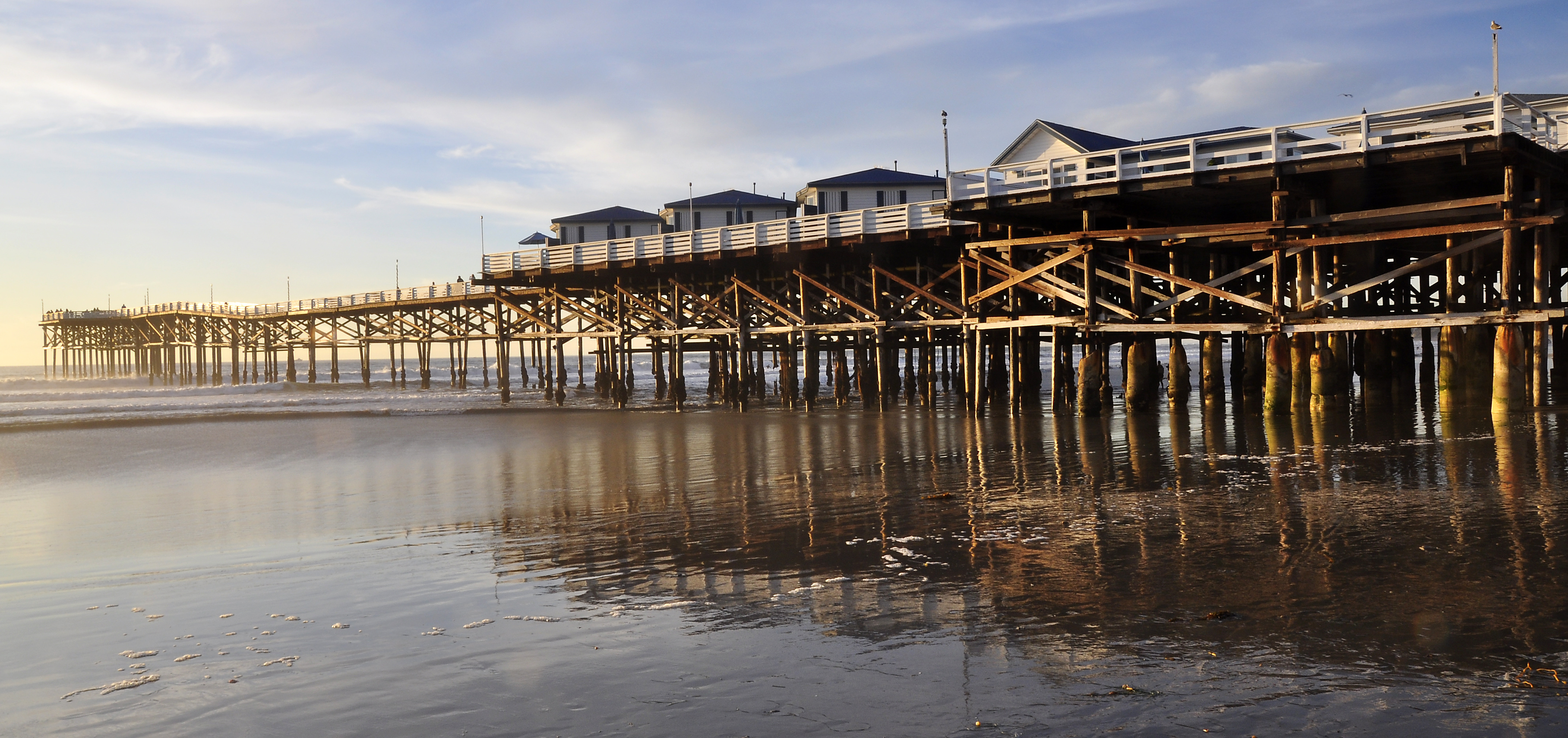
Jetée Crystal Pier (construite en 1927).
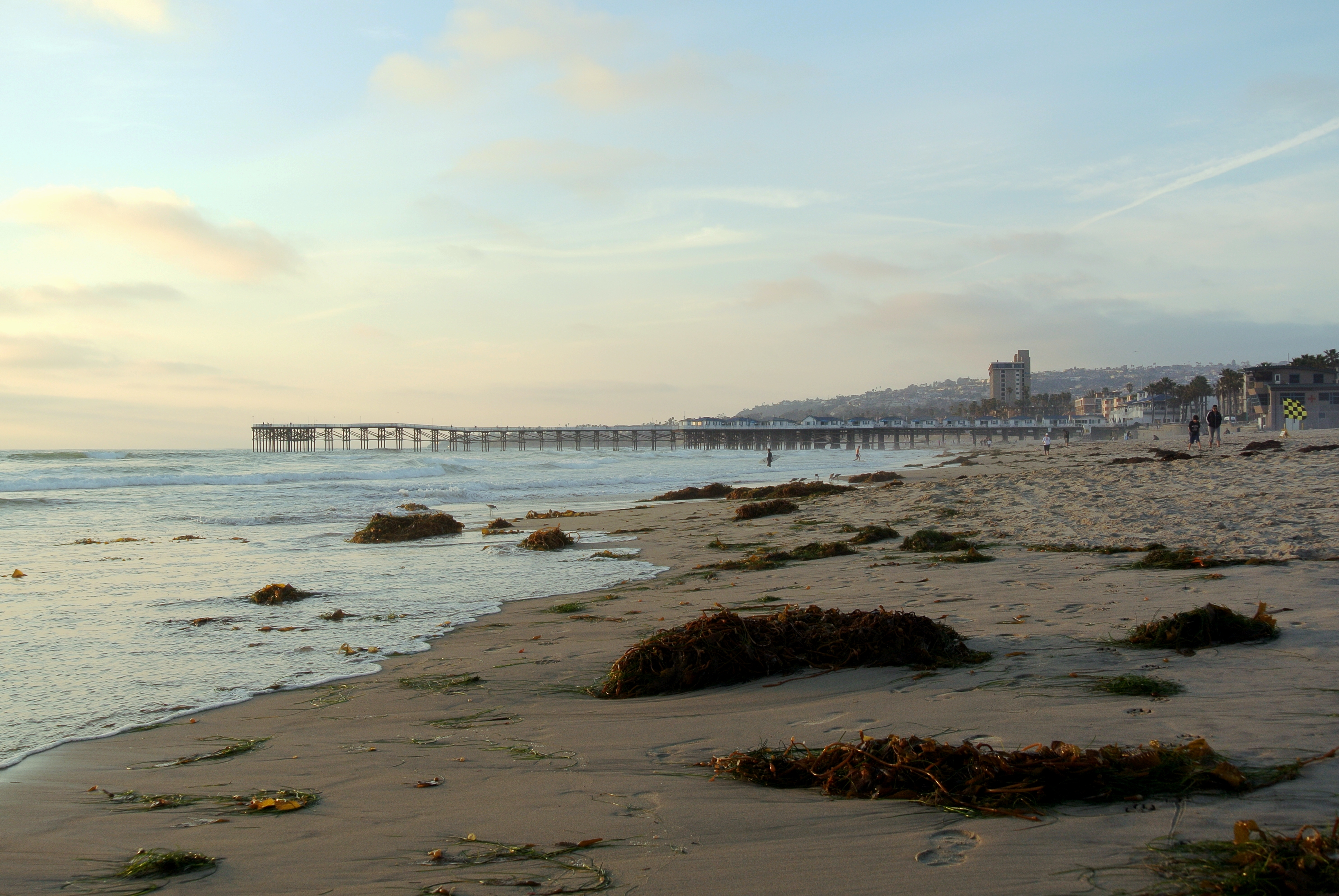
Pacific Beach au sud de Crystal Pier.
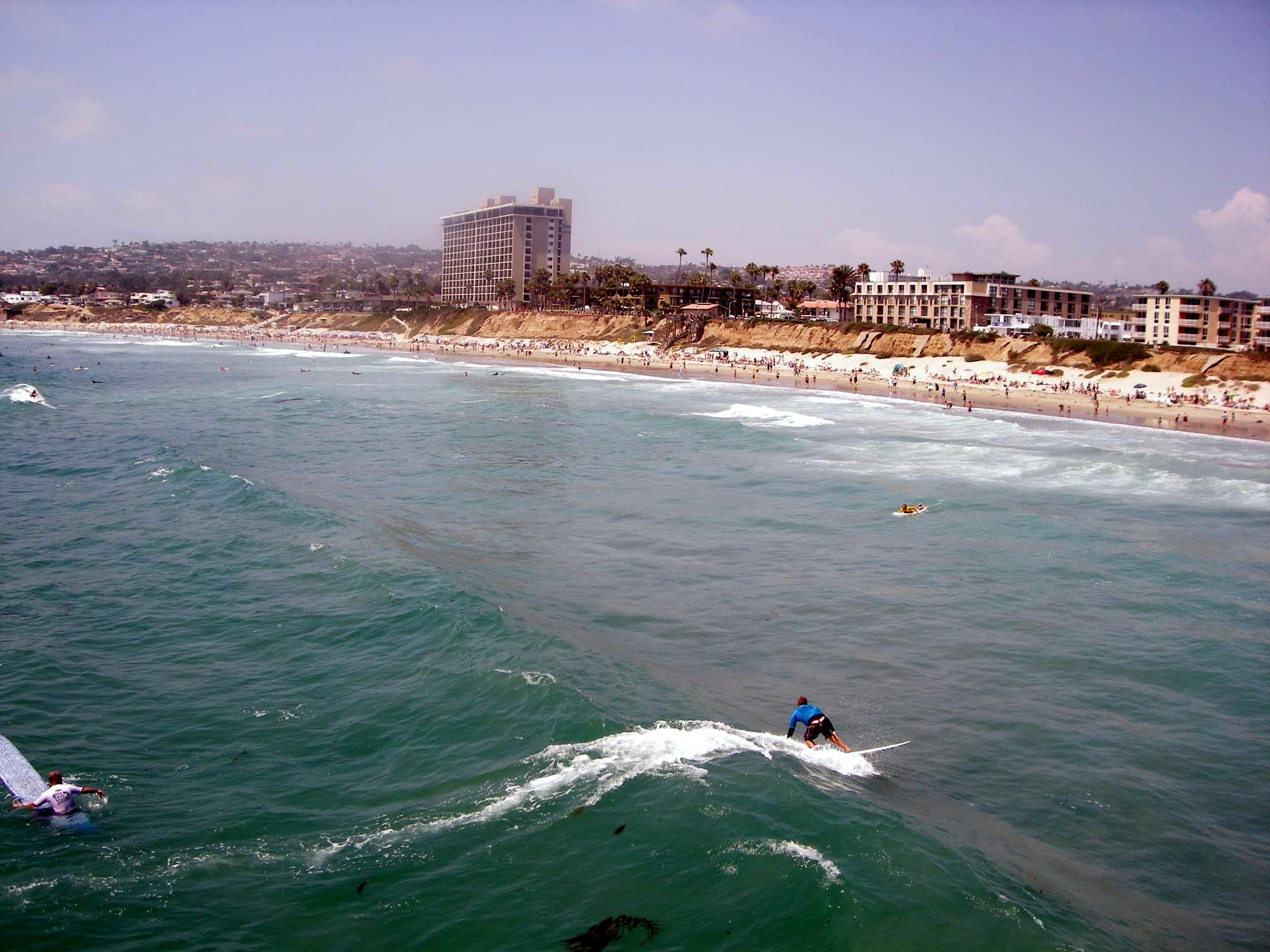
Surfeurs à Pacific Beach.